# Монтаквила
Монтаквила (итал. Montaquila) је насеље у Италији у округу Изернија, региону Молизе.
Према процени из 2011. у насељу је живело 702 становника. Насеље се налази на надморској висини од 412 м.

## Становништво
| 1936. | 1951. | 1961. | 1971. | 1981. | 1991. | 2001. | 2011. |
| ----- | ----- | ----- | ----- | ----- | ----- | ----- | ----- |
| 2.079 | 2.254 | 2.262 | 2.202 | 2.322 | 2.527 | 2.474 | 2.451 |